# Porta Felice
La Porta Felice è una delle porte di Palermo. Rappresenta l'ingresso dal lato mare al Cassaro, uno degli assi principali della città.

## Storia

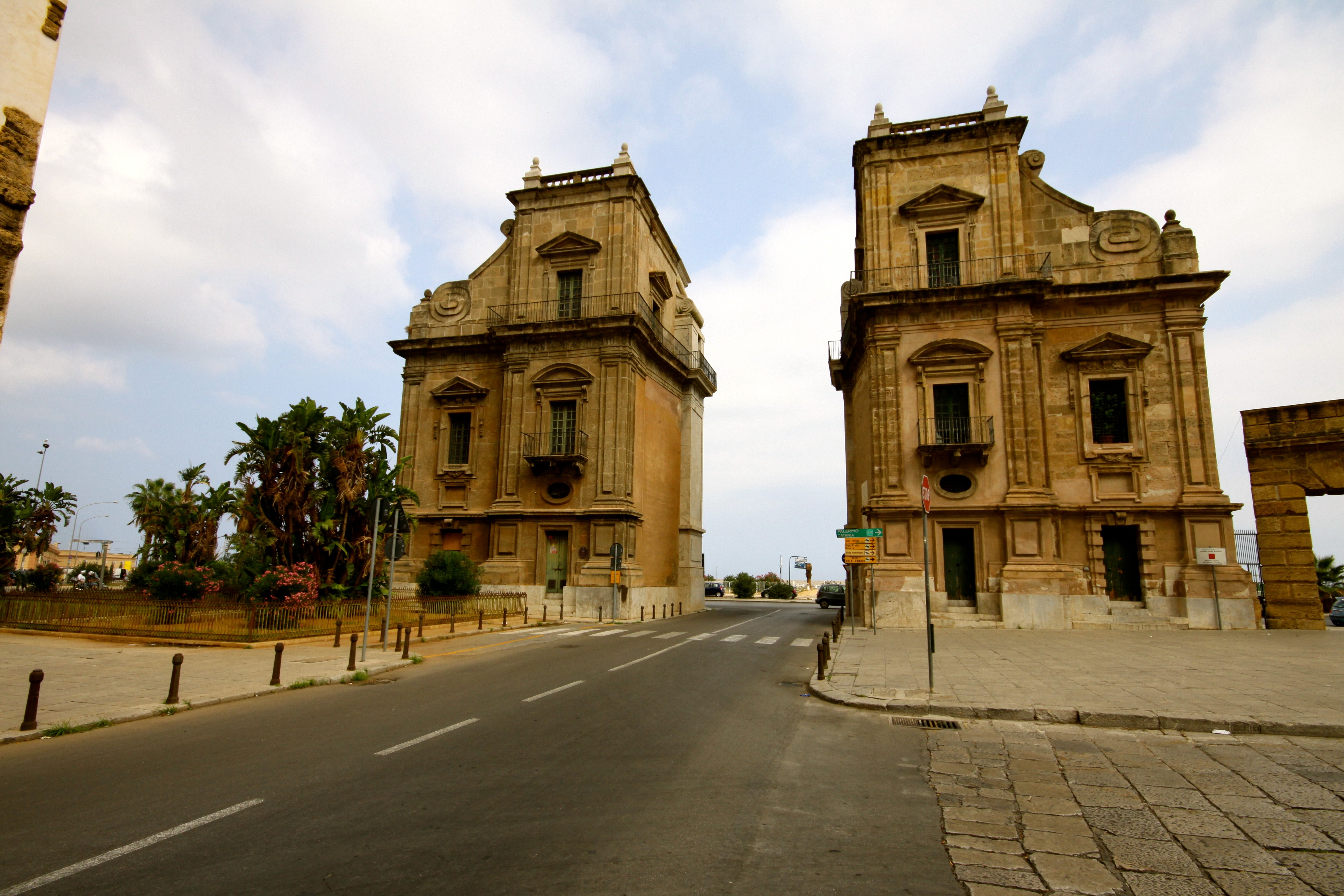
Veduta lato Cassaro

Prende il nome da Donna Felice Orsini, moglie del viceré spagnolo Marcantonio Colonna, che, nel 1582, decise di dare un ingresso monumentale al Cassaro (l'attuale Corso Vittorio Emanuele), prolungato fino al mare nel 1581. Con la morte del viceré, la costruzione della Porta, costituita da due imponenti piloni, progettata dall'architetto Mariano Smiriglio, riprese sotto il mandato del viceré Lorenzo Suárez de Figueroa y Córdoba, duca di Feria, e i lavori si protrassero fino al 1637 durante il vicereame di Luigi Guglielmo I Moncada, duca di Montalto.
Impreziosivano le facciate le iscrizioni recanti i versi del poeta Antonio Veneziano.
(Antonio Veneziano)
L'intervallo di tempo trascorso permise la differenziazione delle facciate dei piloni: così abbiamo il prospetto interno (affacciato sulla città) con caratteristiche più tendenti agli stilemi rinascimentali, mentre il secondo (successivo al primo, terminato dagli architetti Pietro Novelli, Smiriglio e Vincenzo Tedeschi, prospiciente al mare), realizzato con rivestimenti e sculture in marmo grigio dai caratteri e dalle connotazioni tipicamente barocchi.
I piloni rivestiti di marmi, decorati con colonne, balconi, logge, architravi, balaustre, capitelli, cornici, fasce, festoni, ghirlande, mascheroni, piedistalli, plinti, gradini, fregi, riccioli, volute e pigne sommitali, furono ulteriormente arricchiti sul prospetto alla Marina, da due fonti dal viceré di Sicilia Giovanni Alfonso Enriquez de Cabrera, conte di Modica e grande ammiraglio di Castiglia nel 1644. Due ulteriori vasconi sormontati da iscrizioni marmoree fanno ala nei contrafforti laterali. 
Due nicchie delimitate da colonne e architravi, custodiscono altrettante statue canefore elevate su piedistalli e sormontate da epigrafi magnificanti Filippo IV di Spagna.
In corrispondenza delle balaustre delle terrazze, tra riccioli e volute di raccordo, si stagliano imperiose le aquile coronate che reggono le insegne reali e l'acronimo SPQP (Senatus PopulusQue Panormitanus). Ai lati sono insastonati i doppi scudi con le armi del viceré e della città. Sui contrafforti esterni delle logge sono collocate le statue raffiguranti Santa Ninfa e Santa Cristina.
Il prospetto interno affacciato su Piazza Santo Spirito, realizzato in conci intagliati, per mancanza di particolari scultorei e marmorei (ad eccezione del rivestimento alla base e della balaustra del terrazzo), presenta chiaramente la ripartizione su tre ordini. Al piano terra le porte d'accesso ai piloni. Nel secondo ordine un balcone e una finestra incorniciati da dettami in stile rinascimentale. Al terzo la balconata belvedere con contrafforte a ricciolo. I vani costituivano appartamenti ad uso dei pretori cittadini. Affreschi realizzati da Pietro Novelli decoravano le volte degli ambienti interni.
Il varco interno nella sua profondità non presenta alcun rilievo se non i cornicioni marcapiano fra il secondo e il terzo ordine sui quale si sviluppano i balconi con porte sormontate da timpani. 
Il manufatto misurava 92 palmi d'altezza per 54 di larghezza, con un vano di passaggio largo 32 palmi.
Fino al terremoto di Pollina del 5 marzo 1823 sulla Piazza Santo Spirito prospettava la chiesa di San Nicolò alla Kalsa o «dei Latini». Le macerie ingombrarono la spianata per decenni. Abbattuti i ruderi, al suo posto fu riassemblata una scultura di Ignazio Marabitti: la Fontana del Cavallo Marino, manufatto proveniente dal giardino di palazzo Ajutamicristo.
In seguito ai bombardamenti della Seconda guerra mondiale, il pilone destro venne quasi interamente distrutto, ma un attento restauro ha riportato la porta al suo antico splendore, seppur perdendo alcuni degli elementi decorativi originali.

## Galleria d'immagini

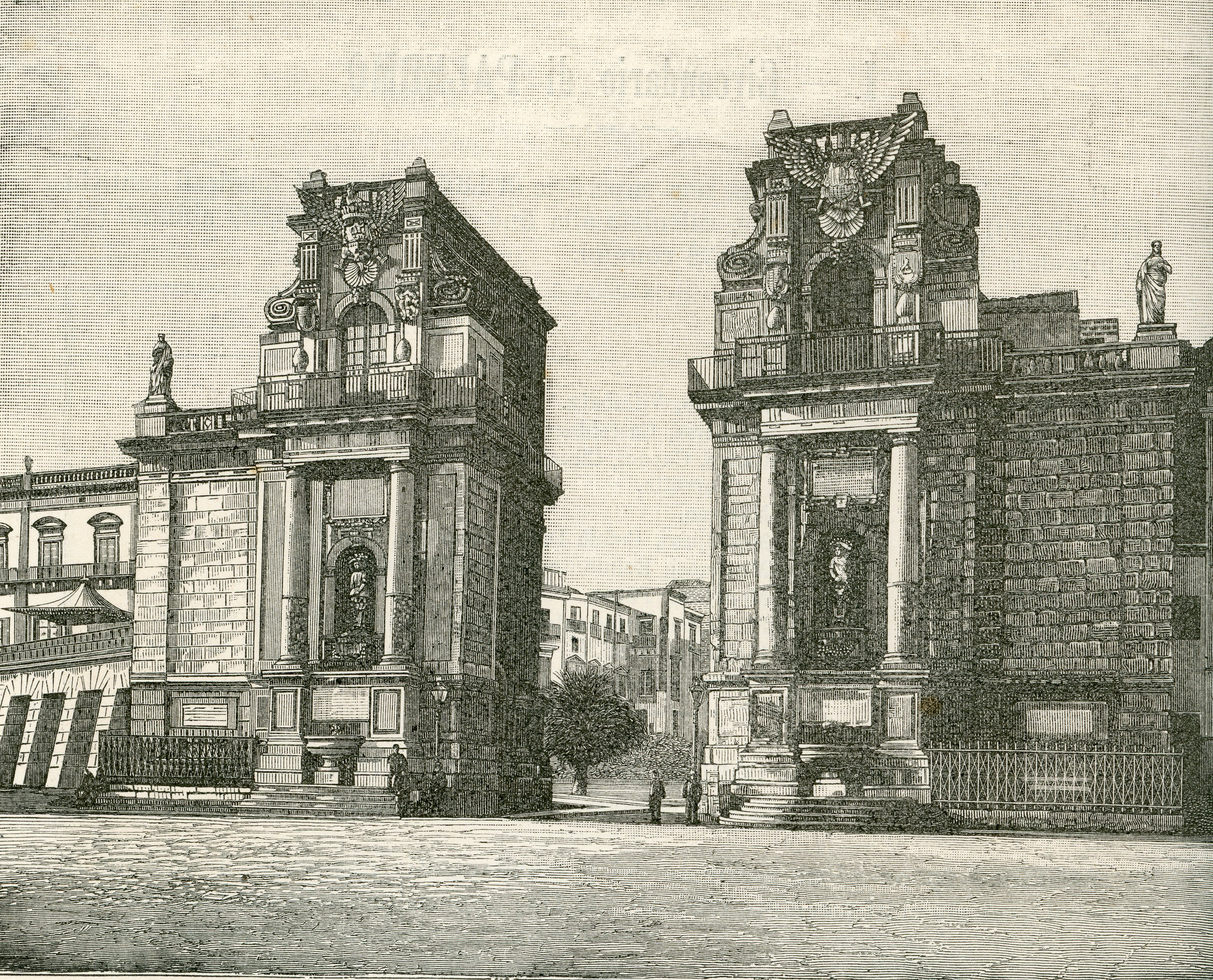
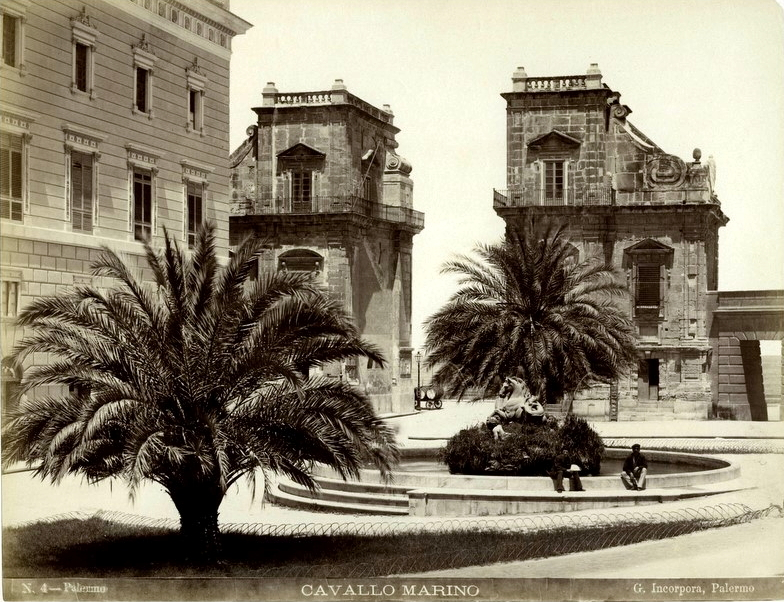
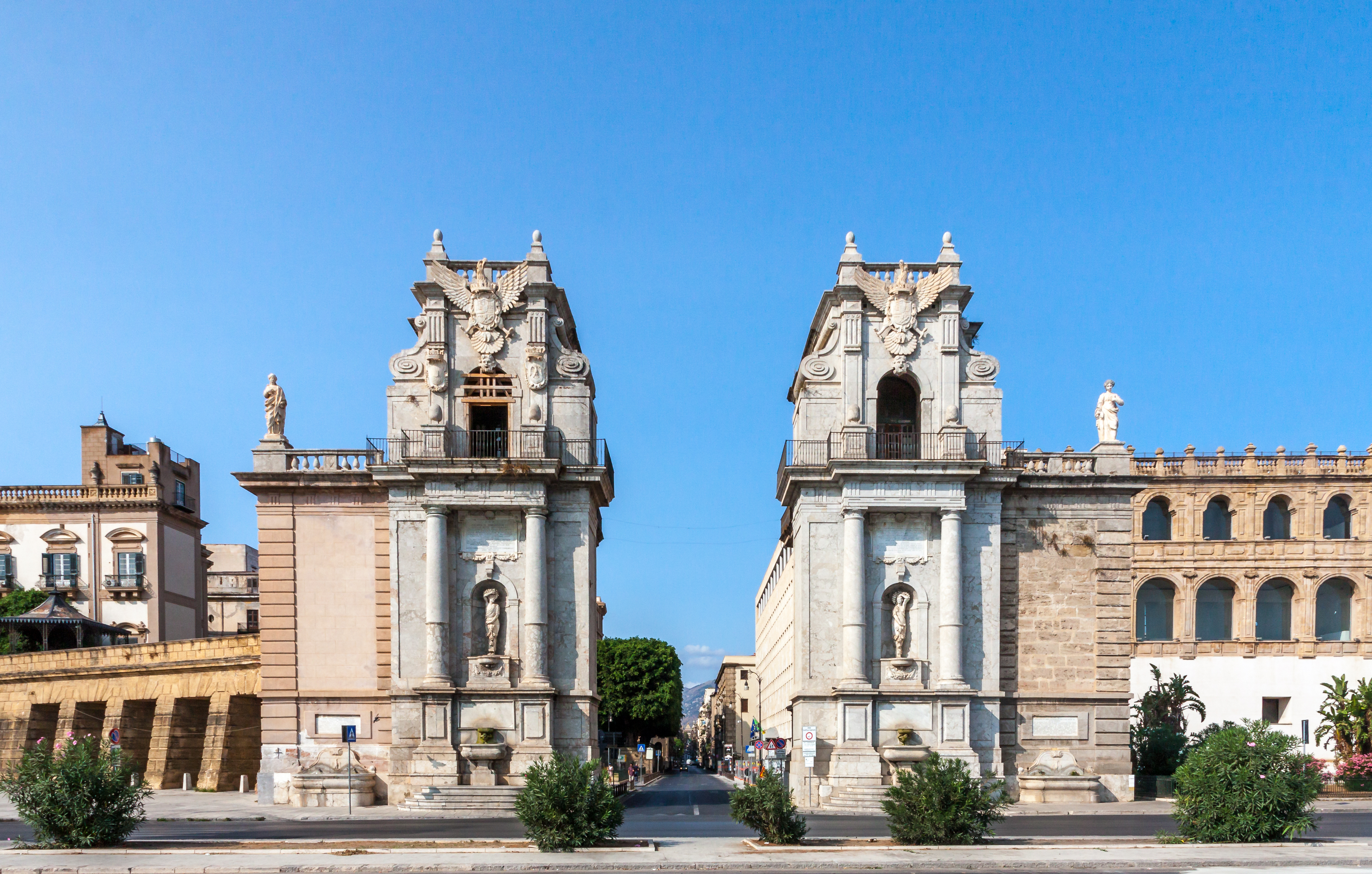
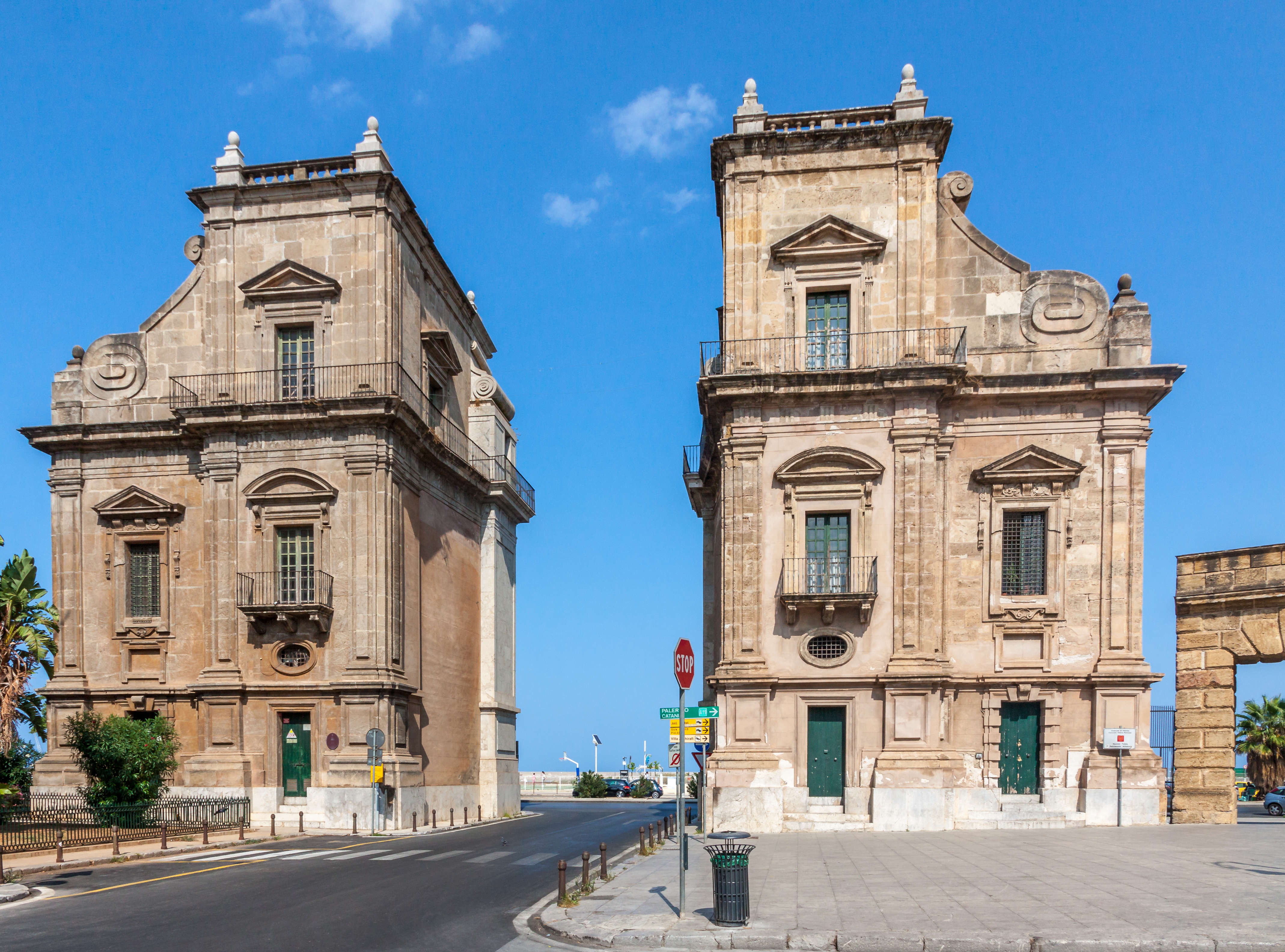
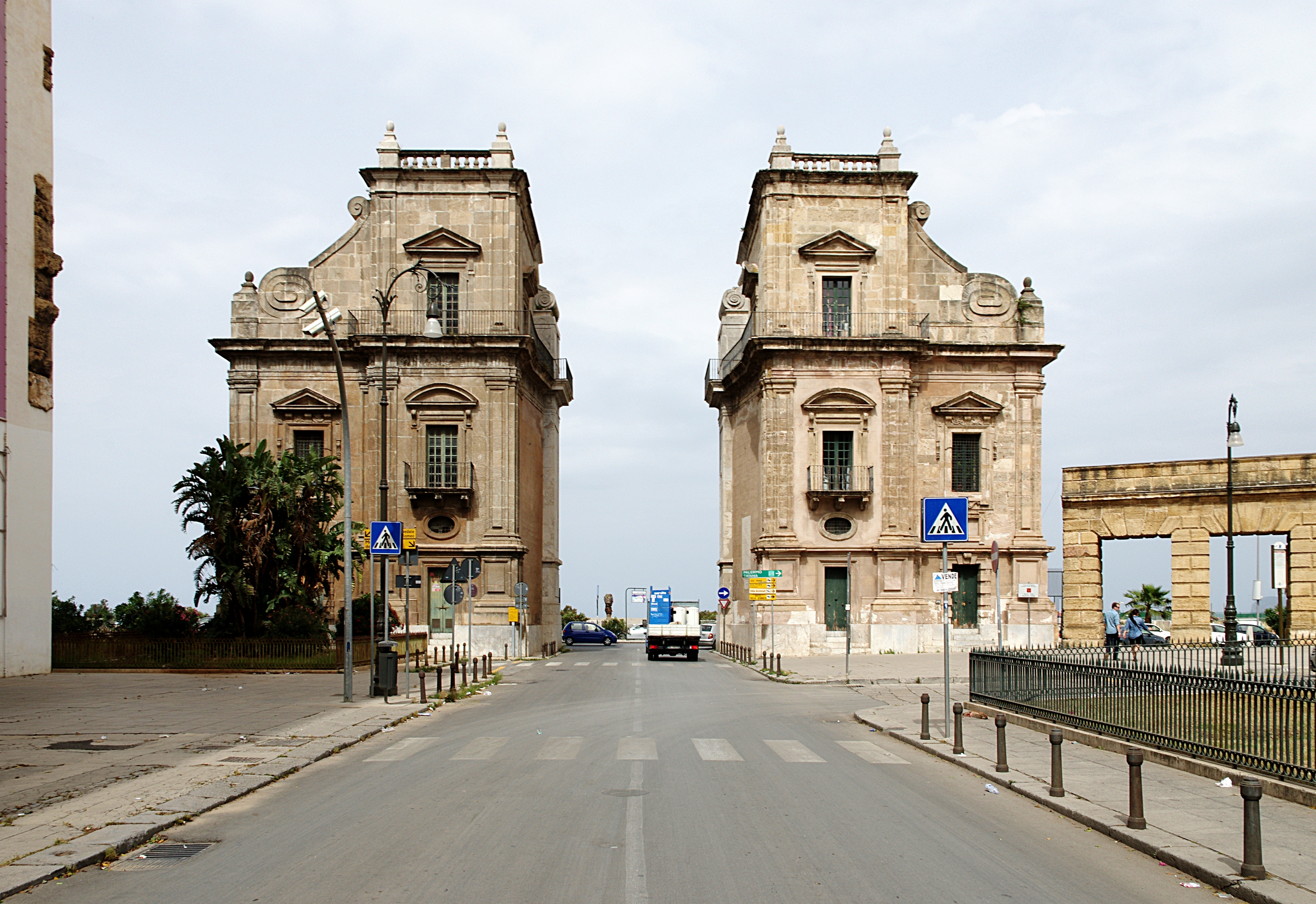
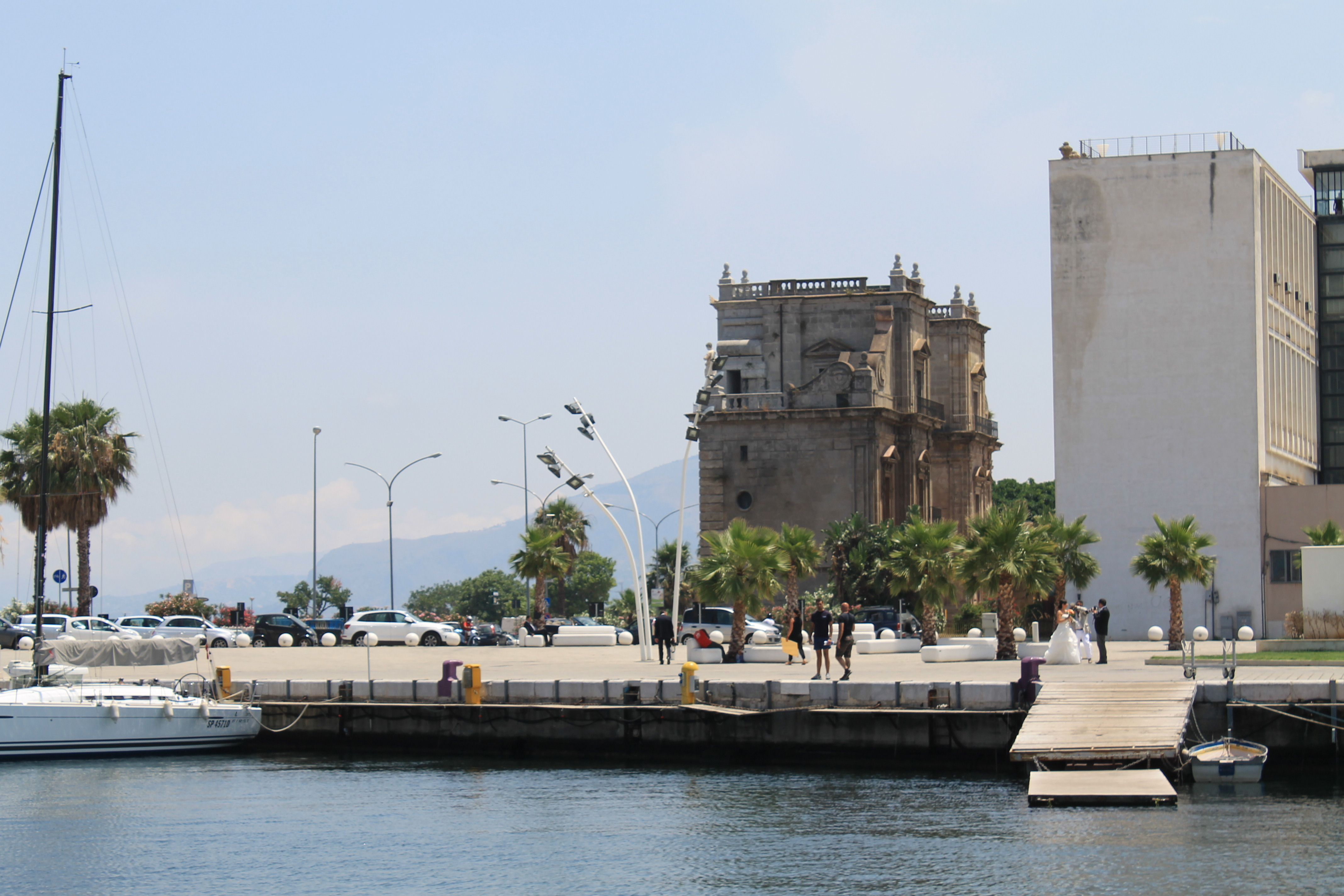

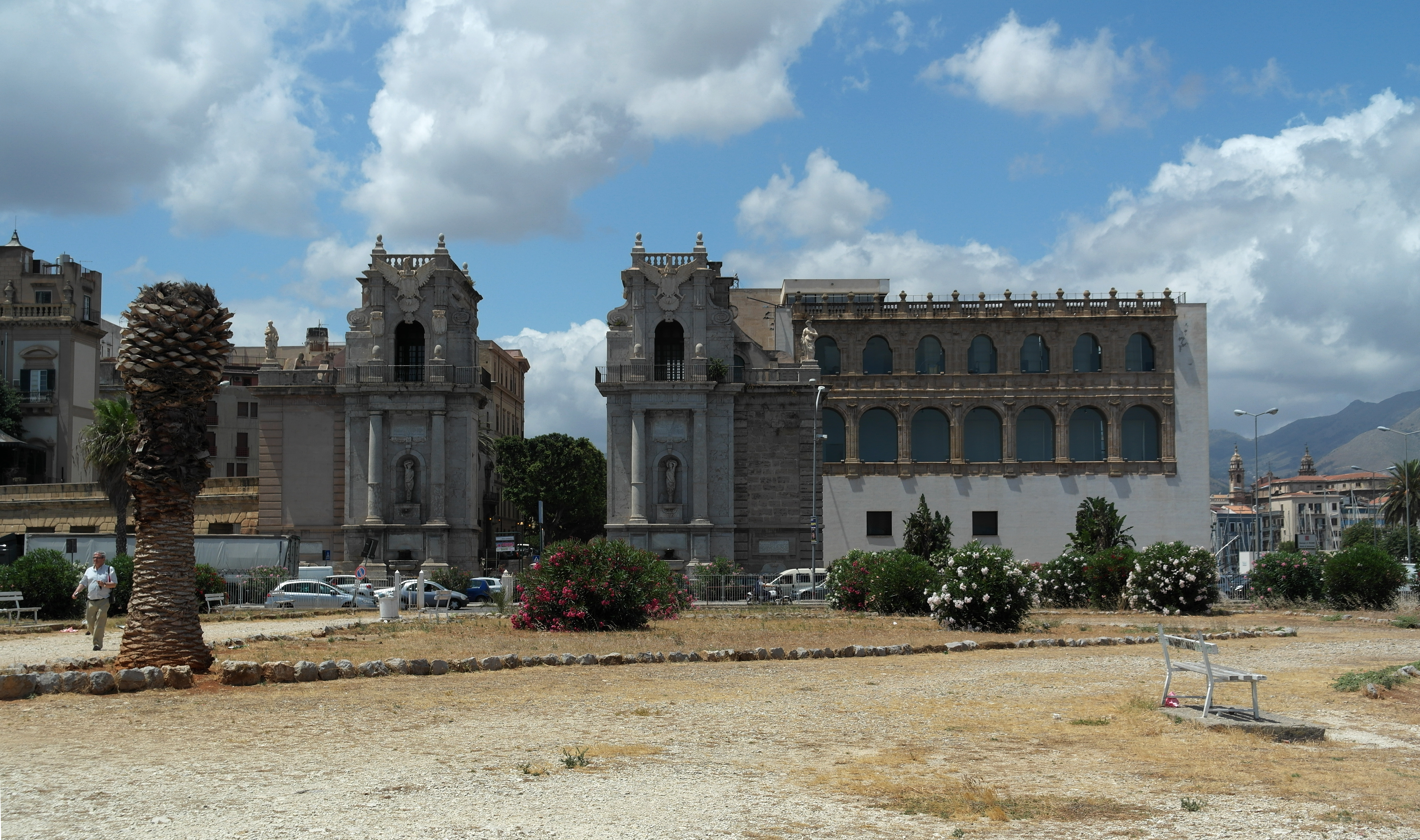
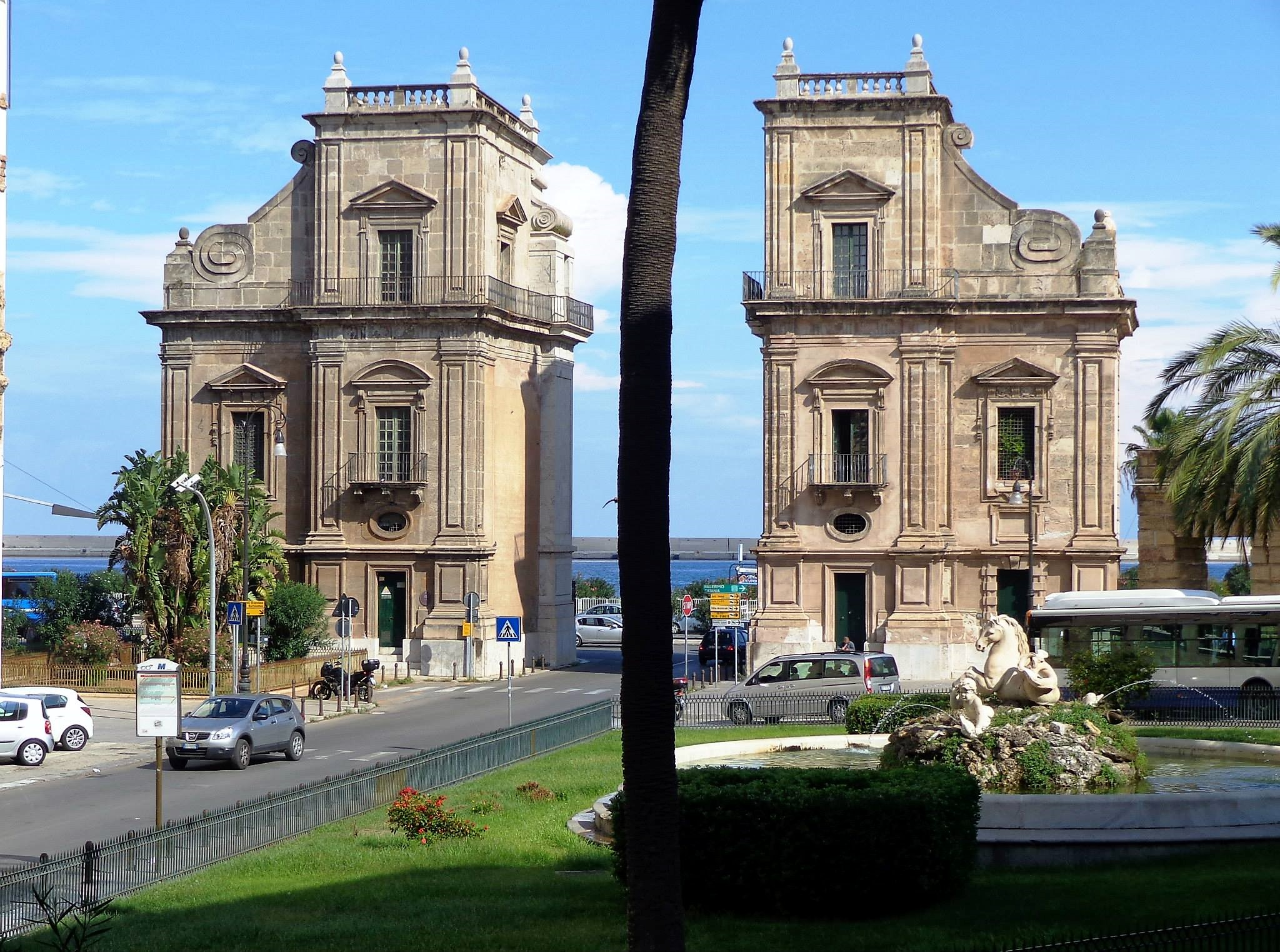
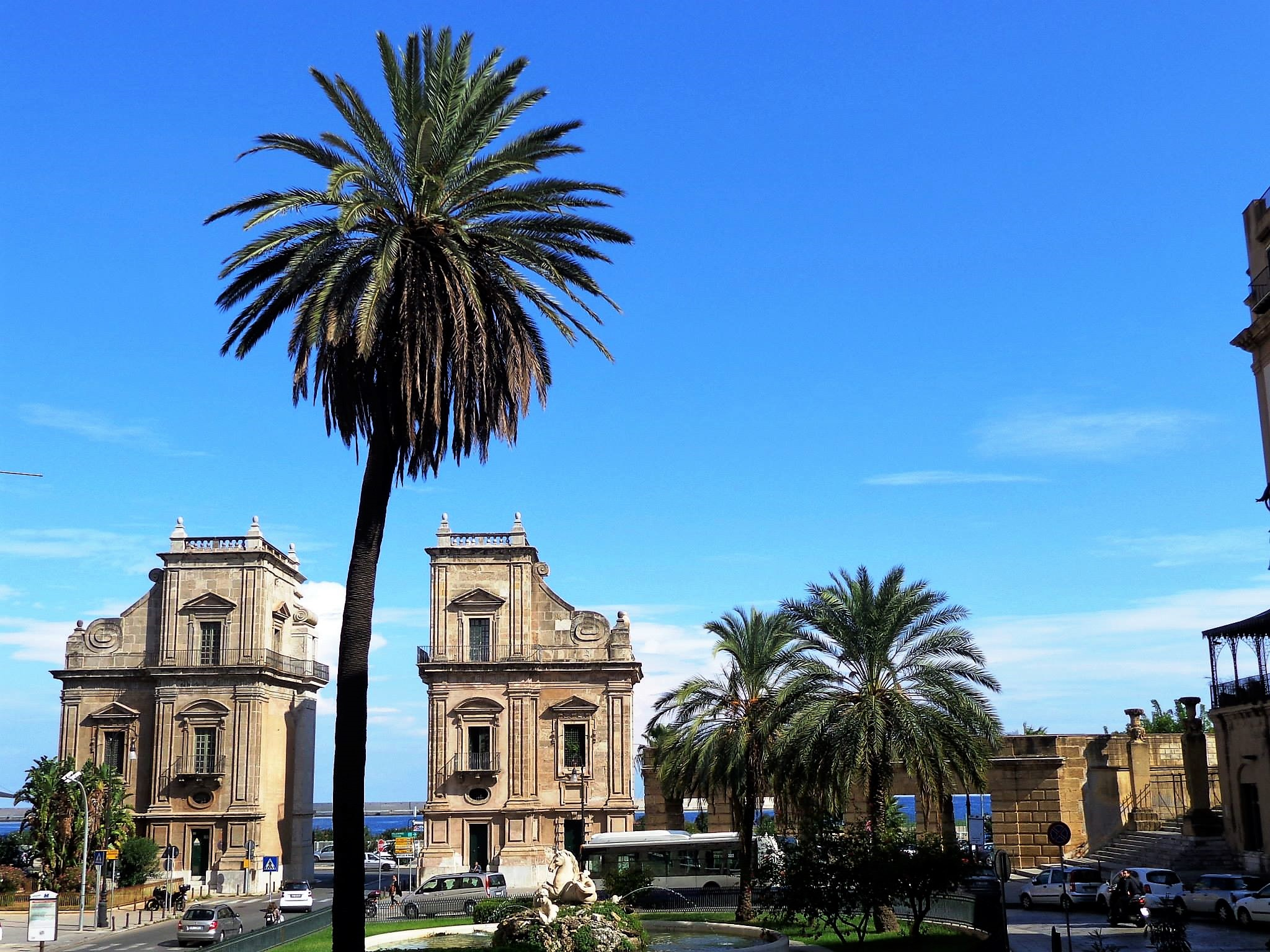